# صنف
صِنف یا رَسته انجمنی است که از سوی گروهی از افراد دارای یک حرفه و پیشه مشترک تشکیل می‌شود تا از این راه به بهبود کیفیت و بالابردن سطح کیفی مجموعهٔ واحدها، در کنار تعیین تدابیری برای مقابله با تخلفات، و همچنین انجام وظیفهٔ اطلاع‌رسانی دربارهٔ اتفاقات حوزه‌های مرتبط با حرفه موردنظر، یاری رساند. یکی از ویژگی‌های اساسی بازارها، تشکل بازاریان در انجمن‌های صنفی، یعنی «اصناف» بوده‌است. این انجمن‌ها اصولاً به صاحبان حرفه‌ها تشکل می‌بخشند و دارای وظایف اجتماعی وسیعی نیز هستند.
واژه صنف را به سه صورت جمع می‌بندند: صنف‌ها، اصناف، صنوف.
توزیع کالاها از جمله اصلی‌ترین مسئولیت‌هایی است که به‌عهدهٔ اصناف می‌باشد. دسترسی به آمار اصناف ایران از طریق سایت دبیرخانه هیئت عالی نظارت بر سازمان‌های صنفی امکان‌پذیر است.

## تاریخچه اصناف در ایران
شکل‌گیری اصناف در ایران قدمت اولین تجربه استفاده از صنوف در ایران به دوره سلجوقیان برمی‌گردد. در این دوره صنوف در شهرها تا حدودی گسترش یافتند که از بسیاری جهات با صنوف اروپا در قرون وسطی شباهت داشتند. فلسفه تشکیل صنوف در این دوره به تغییرات گوناگون دستگاه‌‌های حکومتی و وجود پدیده «بیگاری» در اشکال مختلف بر می‌گردد. صنعتگران هر یک از رسته‌ها به منظور حمایت از منافع خود متحد شده و هر کدام از آنان اتحادیه‌های خاص خود را داشتند. گروه‌های حرفه‌ای فاقد صنف عموماً بیشتر از همکاران خود که دارای صنفی خاص بودند مورد ظلم عمال حکومتی قرار می‌گرفتند. در عهد مغول آن گروه از صنعتگران شهری که دارای اتحادیه‌های صنفی بودند، توانستند استقلال خود را حفظ کرده و در مقابل حکومت مرکزی مالیات بپردازند. در این صنوف یکی از پیش‌کسوتان به عنوان رئیس اتحادیه انتخاب می‌شد» .
به عقیده احمد اشرف «منشأ اصناف اسلامی به قرن سوم هجری می‌رسد که دوره شکوفایی تمدن اسلامی و رونق تجارت و شهرنشینی بود» (اشرف، ۵۳). اصناف در دوره اسلامی با گیلدها (guild) در اروپای قرون وسطی تفاوت داشته‌اند چرا که بر خلاف آن‌ها قدرت اجتماعی و اختیارات سیاسی رسمی نداشتند و هرگز به عنوان یک جزء مستقل قدرت اعمال نظرهای سیاسی و اجتماعی را پیدا نکرده‌اند و حتی از نظر قدرت اقتصادی و قدرت نظارت بر امور حرفه‌ای نیز هرگز قدرت گیلدها را پیدا نکرده‌اند .

## کارکردهای گوناگون اصناف

### کارکرد اقتصادی
به لحاظ اقتصادی نیز اصناف و پیشه‌وران با فعالیت‌های خود علاوه بر رفع نیاز جامعه با دادن مالیات و انجام بیگاری، چرخ‌های دولت را نیز به گردش در می‌آوردند؛ چنانکه بنا به هر دلیلی دست از کار می‌کشیدند، مثلاً اعتراض به اوضاع سیاسی، مذهبی و اقتصادی، حیات اقتصادی شهر کاملاً مختل می‌شد (حاجیان‌پور و تاجداری، ۱۳۹۲: ۵۸). با توجه به آمارهای رسمی بانک مرکزی و مرکز آمار ایران، امروزه سهم اصناف در تولید ناخالص ملی ۲۵ درصد و سهم آنها را در ایجاد اشتغال بیش از ۴۷ درصد است و نیز در سطح کشور حدود ۳ میلیون واحد صنفی فعالیت می‌کنند و واحدهای صنفی کوچک تقریباً نزدیک به ۹۵ درصد توزیع کالا در کشور را بر عهده دارند. این بدان مفهوم است که اصناف توانسته‌اند با تصمیم‌گیری‌های مناسب و برنامه‌ریزی لازم به ساماندهی، برطرف کردن موانع و مشکلات و بهبود فضای کسب و کار بپردازند.
در مبحث طرح تحول اقتصادی خصوصاً اجرای قانون هدفمندی یارانه‌ها، نقش اصناف در ابعاد مختلف از جمله کمک به ثبات قیمت‌ها در بازار از طریق کاهش سود قانونی خود، همراهی در ایجاد آرامش روانی بازار و پذیرش مسئولیت‌های بازرسی و تنظیم بازار توسط تشکل‌های صنفی و نظارت بر مجموعه‌های تابعه، مهم و بارها مورد اشاره و تقدیر مسئولان ارشد نظام قرار گرفته است.اجازه تأسیس کسب و کار و پذیرش اعضای جدید، مشورت‌دهی به حکومت در تعیین قیمت و تثبیت آن در راستای تنظیم بازار، نظارت بر کیفیت کالای تولیدی و خدمات صنف، ایجاد شهرک‌های صنفی، خروج صنوف آلاینده از مناطق مسکونی، اجرای امور و سیاست‌های دولت، کمک در تشخیص میزان مالیات و تعیین مالیات هر صنف و مذاکره با دستگاه حکومت در موارد اختلاف و زمینه‌های همکاری از جمله کارکردها و وظایف تشکل‌های صنفی است.

### کارکرد اجتماعی- مذهبی
اصناف، بازار، مسجد و قهوه‌خانه‌ی خود را داشتند و در این مکان‌ها به ایفای نقش اجتماعی و مذهبی خود می‌پرداختند، همچنین آن‌ها در اعیاد و مراسم مذهبی شرکت می‌کردند . فضای بازار تنها به دادوستد و بازرگانی اختصاص نداشت، بلکه به عنوان مهمترین شاهراه حیاتی شهر، برخی از عناصر شهری مانند مسجد جامع، مدرسه‌های مذهبی، خانقاه، گرمابه و سایر تأسیسات و فضاهای مهم شهری را در خود جای می‌داد و در امتداد خود با مراکز اداری – حکومتی ارتباط داشت. به همین جهت، محوری مهم در حیات اجتماعی شهر بود. این محور که بین مراکز مهم سه گانه مذهبی، اقتصادی و سیاسی، پیوندی استوار ایجاد کرده بود، توسط عامل چهارم، یعنی نیروی حاصل از تجمع گروه‌های صنفی و روحیه فتوت و اخوت میان آنان به قلب شهر شده بود که جریان اجتماعی از درون کانال‌های آن به کالبد شهر دمیده می‌شد . در چنین شرایطی محیطی فعالیت اجتماعی اصناف، با شرکت آن‌ها در مراسم اجتماعی پدیدار می‌گردید. پیشه‌وران عادت داشتند که در روزهای شادی، برای نشان دادن شرکت خود در سرور و شادمانی، زینت‌ها و زیورها را در بازار به تماشا بگذارند، ایشان همچنین در مراسم سوگواری نیز شرکت می‌کردند. یکی از مراسم سوگواری که پیشه‌وران در آن شرکت می‌جستند، عزاداری ائمه اطهار(علیهم السلام) بود.